# Clara Espar
Clara Espar Llaquet (Barcelona, 29 de setembro de 1994) é uma jogadora de polo aquático espanhola. É irmã da também jogadora internacional Anna Espar, e filha do treinador de handebol Xesco Espar.

## Carreira
Espar fez parte da equipe da Espanha que finalizou na quinta colocação nos Jogos Olímpicos de 2016, no Rio de Janeiro.